# سیم کابریتس
سیم کابریتس (انگلیسی: Siim Kabrits؛ زادهٔ ۴ ژوئیهٔ ۱۹۷۹) سیاستمدار و نماینده سابق مجلس اهل استونی است.